# António Matos Fortuna
António Antunes de Matos Fortuna (Quinta do Anjo, 31 de dezembro de 1930 - 9 de março de 2008) foi um jornalista e historiador português dedicado, em especial, à história do concelho de Palmela e da sua área envolvente.

## Homenagens
- O seu nome foi atribuído a uma escola básica do concelho de Palmela.[2]
- A Câmara Municipal de Palmela erigiu uma rua e um busto em sua homenagem.[1][carece de fontes?]

## Algumas obras
- Aspectos da Linguagem Popular de Palmela. Setúbal : Direcção Geral de Apoio e Extensão Educativa - Coordenação Concelhia de Palmela, 1987.
- «Digressões à volta do nome de Palmela», in História de Palmela ou Palmela na História. Palmela : Câmara Municipal de Palmela, 1988, pp. 37–49.
- Contava-se em Terras de Palmela. Palmela : Câmara Municipal de Palmela, 1990.
- «História Vitivinícola da Península de Setúbal : breves apontamentos», in Vinhos da Costa Azul. Setúbal : Região de Turismo da Costa Azul, 1992, pp. 3–4.
- Priores Mores... Provedores da Misericórdia de Palmela. Palmela : Santa Casa da Misericórdia de Palmela, 1994.
- Extinção e Restauração do Concelho : um combate singularmente duro, Palmela : Grupo dos Amigos do Concelho de Palmela, 1995.
- Memórias da Agricultura e Ruralidade do Concelho de Palmela. Palmela : Câmara Municipal de Palmela, 1997.
- 8.º Centenário do Foral de Palmela : Memorial das Comemorações. Palmela : Grupo dos Amigos do Concelho de Palmela, 2001.
- Marateca que já foi. Palmela : Câmara Municipal de Palmela, 2002.[3]